# Hausererschanze
Hausershanze – kompleks skoczni narciarskich w miejscowości Mayrhofen w Austrii.
W Mayrhofen znajdują się trzy skocznie o K-67, K-40, K-20. Rekordzistą największej z tej skoczni jest Austriak Thomas Lackner, który uzyskał tu 73 metry. Znajduje się tam klub SC Mayrhofen.
W Mayrhofen, rodzinnym mieście Martina Höllwartha, odbywają się na Hausershanze 26 grudnia coroczne, nocne zawody dla juniorów, nazwane Stefaniespringen.